# Quarrel Jr.
Quarrel Jr. é um personagem fictício  do filme Com 007 Viva e Deixe Morrer (1973), oitavo filme da franquia cinematográfica do espião britânico James Bond, criado por Ian Fleming.

## Características
Quarrel Jr. é o filho de Quarrel, um contato da CIA no Caribe morto no primeiro filme da série, 007 contra o Satânico Dr. No (1962), quando acompanhava James Bond em sua missão à ilha do vilão Dr. No. Ele atua da mesma forma que o pai, passando-se por pescador e dono de barco de pesca. Negro, alto e forte, ele acompanha Bond em toda sua missão contra o vilão Kananga/Mr. Big na ilha de San Monique em seu barco provido de alta tecnologia de comunicações escondida em um compartimento secreto.

## No filme
Bond usa o barco de pesca de Quarrel ancorado no porto para fazer uma primeira visita à ilha de Kanaga, acompanhado de Rosie Carver, uma agente dupla. Durante a viagem ela descobre que o barco, aparentemente inofensivo, tem um sofisticado sistema de comunicação escondida, o quer o identifica como agente secreto e é assim apresentado por Bond. Quando Bond é descoberto pelos vigias da ilha durante o dia e os dois fogem após a morte de Carver, Quarrel o transporta novamente para o lugar à noite, puxando com a lancha uma asa delta pilotada por 007.
No ápice do filme, quando Bond e Felix Leiter vão até a ilha para resgatar Solitaire e destruir a base de Kananga e seus rituais de vodu, Quarrel Jr é o encarregado de colocar os explosivos na ilha, que acabam destruindo todo a área de ritual de sacrifício humano, permitindo, na confusão, a libertação de Solitaire.